# Teratodinae
Sous-famille
Les Teratodinae sont une sous-famille d'insectes orthoptères de la famille des Acrididae.

## Distribution
Les espèces de cette sous-famille se rencontrent de Afrique de l'Est à l'Asie du Sud.

## Liste des genres
Selon Orthoptera Species File (23 juillet 2018) :
- Acrostegastes Karsch, 1896
- Esfandiaria Popov, 1951
- Eurynotacris Ramme, 1931
- Kabulia Ramme, 1928
- Lyrotyloides Bey-Bienko, 1956
- Lyrotylus Uvarov, 1923
- Robecchia Schulthess, 1898
- Teratodes Brullé, 1835

## Publication originale
- Brunner von Wattenwyl, 1893 : Révision du système des orthoptères et description des espèces rapportées par M. Leonardo Fea de Birmanie.  Annali del Museo Civico di Storia Naturale ‘Giacomo Doria’, Genova, vol. 33, p. 1–230 (texte intégral).